# Viola acanthophylla
Viola acanthophylla är en violväxtart som beskrevs av Friedrich Leybold och Karl Friedrich Carlos Federico Reiche. Viola acanthophylla ingår i släktet violer, och familjen violväxter. Inga underarter finns listade i Catalogue of Life.